# Бирюков, Виктор Ефимович
Ви́ктор Ефи́мович Бирюко́в (24 марта 1912, Рузаевка — 21 января 2015, Москва) — советский железнодорожник, заместитель председателя Госплана СССР, соратник А. Н. Косыгина и Н. К. Байбакова. Имел 70 лет трудового стажа в транспортной сфере, в том числе 24 года — в Госплане СССР. Главный инженер Московской железной дороги с 1954 по 1963. Внёс значительный вклад в строительство Байкало-Амурской магистрали. На момент кончины являлся старейшим железнодорожником России. Помимо железной дороги занимался проблемами развития автомобильного, водного и авиационного транспорта. По оценке экспертов — архитектор системы государственного планирования единой транспортной сети СССР.

## Биография

### Образование и военная служба
Родился 11 (24) марта 1912 г. в многодетной семье паровозного машиниста на крупном железнодорожном узле Рузаевка Пензенской губернии, ныне Мордовия. Через несколько лет семья перебралась на Украину, на станцию Конотоп. В 16 лет Виктор окончательно определился с выбором профессии и в 1928 поступил в транспортный техникум. Трудовую деятельность начал в 1931 году слесарем по ремонту паровозов, техником бюро рационализации депо Сновск Западной железной дороги.
Окончил Конотопский железнодорожный техникум и Московский институт инженеров транспорта (МИИТ). Служил в 1933—1935 в Красной Армии на Дальнем Востоке. Участник Великой Отечественной войны.
С молодости Виктор Бирюков увлекался физкультурой и спортом, никогда не курил, сторонился всяческих излишеств, вёл здоровый образ жизни.

### На железной дороге
Во время Великой Отечественной войны Бирюков работал на стратегически значимой Московско-Киевской железной дороге, посредством которой производилось обеспечение фронта оружием, боеприпасами, техникой и вооружениями, продовольствием, медикаментами. Был начальником паровозного депо Малоярославец, где обеспечивал ремонт паровозов и выполнял особые задания по восстановлению движения поездов после разрушений военного времени. Бесперебойное функционирование железной дороги помогало освобождению городов Московско-Киевского направления. 
В 1943 году, будучи начальником паровозного депо Малоярославец, по просьбе машиниста Елены Мироновны Чухнюк (впоследствии Героя Социалистического Труда) отремонтировал «израненный» на фронте паровоз, фактически не подлежавший ремонту и восстановлению. Вскоре был назначен начальником Брянского отделения паровозного хозяйства, на этом посту встретил Победу в 1945 году.
На Московской железной дороге (включая отделения, вошедшие в 1959 году в её состав) отработал около 30 лет. С 1946 года — первый начальник Брянского отделения Московско-Курско-Донбасской железной дороги. Затем начальник Московско-Киевского отделения.
В 1954—1963 был главным инженером Московской железной дороги. На этот пост его назначил первый начальник МЖД Леонид Карпов. По поручению МПС Бирюков сконцентрировался на строительстве объектов инфраструктуры, электрификации дороги, переводе движения на тепловозную и электровозную тягу, техническом перевооружении на автоматическую блокировку и централизацию, внедрении новых для того времени технологий по ремонту подвижного состава. Много занимался хозяйством Большой московской окружной.

### Госплан СССР
В 1963 по рекомендации министра путей сообщения СССР Б. П. Бещева был переведён в Госплан СССР и назначен начальником подотдела планирования железнодорожного транспорта. Прошёл путь до заместителя председателя Госплана СССР по транспорту, в то время Н. К. Байбакова.
В период работы в Госплане Бирюков занимался строительством Байкало-Амурской магистрали (1974—1987), Волго-Балтийского канала, вокзалов, аэропортов, взлетно-посадочных полос, внутренних водных и морских путей, магистральных газопроводов (Уренгой—Помары—Ужгород), автомобильных дорог, электрификацией важнейших железнодорожных направлений, информационно-вычислительными центрами, а также международным сотрудничеством в транспортной сфере.
Этот этап деятельности Бирюкова отмечен также его участием в составлении проектов пятилетних планов, подготовке постановлений правительства по комплексным вопросам развития единой транспортной системы, крупнейшим стройкам объектов транспортной инфраструктуры. 
В 1976 наметился спад в развитии железнодорожного транспорта, сократился среднесуточный пробег грузового вагона и локомотива. Правительство СССР провело коллегию Министерства путей сообщения с участием начальников дорог. Лично Бирюкову Косыгин поручил подготовить предложения и постановление, в котором указать конкретные меры для выхода из кризиса. В итоге появился документ стратегического планирования о «Мерах по развитию железнодорожного транспорта в 1976—1980 гг». Предписывалось, в частности, устранить недопоставки транспорту локомотивов, грузовых вагонов, запасных частей. Реализация этого постановления сыграла большую роль в наращивании перевозочных ресурсов и обеспечивала значительное увеличение перевозок грузов и пассажиров. С конца 1970-х годов по заданиям Госплана Бирюков ежегодно разрабатывал предплановые предложения к основным направлениям развития транспортной системы страны.
Бирюков стоял у истоков строительства пансионата МЖД «Берёзовая роща» в Мытищинском районе Подмосковья (открыт в марте 1978), в 1975—1976 оказал содействие строительству дачного кооператива московских железнодорожников в районе станции Домодедово.

### В Академии наук СССР
После Госплана Бирюков работал в отделе транспортных проблем Академии наук СССР.
Ликвидацию плановых основ в экономике Бирюков считал одной из ключевых ошибок постсоветских реформ.
Бирюков был членом Московского горкома КПСС, удостоверение которого бережно хранил до конца жизни.

### «Жизнь особого назначения»
Автор автобиографической книги «Жизнь особого назначения», выдержавшей с 2004 по 2009 три издания. Предисловие к книге написал президент ОАО «РЖД» Г. М. Фадеев, работавший с Бирюковым более 20 лет. Инициативу в написании книги и содействие в её издании оказал тогдашний начальник МЖД В. И. Старостенко. Редактирование книги осуществила член Союза писателей РФ Татьяна Пашкова. Оригинальное название книги впервые появилось в одноимённом очерке журналиста Николая Самохвалова, опубликованном в газете «Московский железнодорожник» в 2002, к 90-летию Бирюкова. На юбилее в управлении МЖД тогда присутствовал Н. К. Байбаков.
Почётный ветеран Московской железной дороги.
За всю трудовую карьеру Бирюков не нажил ни автомобиля, ни дачи.

### 100-летний юбилей и вторая сотня
24 марта 2012 Виктор Ефимович Бирюков в добром здравии в ресторане «Прага» отметил 100-летний юбилей. Его поздравили руководители Москвы, ОАО «РЖД» и Московской железной дороги.
К этому событию в Музее Московской железной дороги у Павелецкого вокзала открылась юбилейная экспозиция, где представлены документы, фотографии, личные вещи и рабочий инвентарь старейшего российского железнодорожника, часть которых относится к первой половине XX века. Консультировал экспозицию сам В. Е. Бирюков.
С лета 2012 года электровоз ЧС7-043 приписки эксплуатационного локомотивного депо имени Ильича стал носить имя «Виктор Бирюков».
21 января 2015 года Виктор Ефимович Бирюков скончался в Москве на 103-м году жизни.
Похоронен на Даниловском кладбище (участок 38).

## Награды
Советские государственные награды:
- орден Ленина
- орден Октябрьской Революции
- орден Отечественной войны II степени
- орден Трудового Красного Знамени (27 марта 1971[4])
- орден «Знак Почёта»
- медали, в том числе
  - медаль «За оборону Москвы» (1944)

Ведомственные награды:
- знак «Почётный железнодорожник» № 31526 (27 марта 1944 приказом наркома путей сообщения Л. М. Кагановича).

Государственные награды Российской Федерации:
- медаль «За развитие железных дорог» (30 октября 2012)[9].

## Семья
Виктор Ефимович с женой Ириной Георгиевной прожили вместе более 70 лет. В 2007 году Виктор Ефимович овдовел. У супругов двое сыновей, внуки и правнуки. Старший сын — Юрий, доктор медицинских наук, профессор; младший — Александр, в прошлом сотрудник МИД РФ.